# Flughafen Mariupol

i8
i11
i13

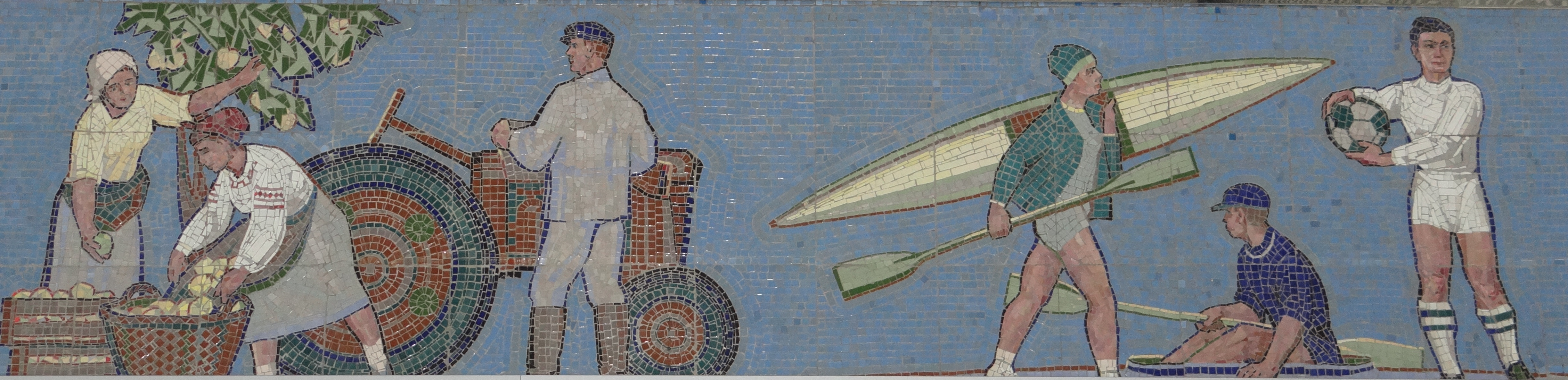
Mosaikfries

Der Flughafen Mariupol (ukrainisch Міжнародний аеропорт Маріуполь, IATA-Code: MPW, ICAO-Code: UKCM) befindet sich acht Kilometer westlich der ukrainischen Hafenstadt Mariupol.

## Geschichte
Der Flughafen entstand im Jahr 1930 zunächst in erster Linie für den Segelflugsport. Der erste bekannte Flug zu einem anderen Flughafen (Berdjansk) fand 1931 statt. Durch den Ausbruch des Zweiten Weltkrieges erfolgte die Umwidmung in einen Militärflugplatz, von dem aus Angriffe geflogen wurden. Als die deutschen Besatzer eintrafen, konnten die Piloten die Flugzeuge rechtzeitig evakuieren. Bis zur Wiedereroberung der Stadt durch die Rote Armee diente er als Flugplatz der Besatzer, die zudem einen zweiten Flugplatz samt Bürogebäude errichteten.
Nach dem Krieg wurde der Flugplatz zum Stadtflughafen, war aber nur unzureichend für Passagierflugzeuge ausgestattet. So war die Start- und Landebahn noch nicht befestigt, sodass nur bestimmte Flugzeugtypen landen konnten. Insofern war er vor allem für Flüge innerhalb der Ukraine ausgelegt. Das Bürogebäude diente als Terminal und Empfangsgebäude zugleich. Da die Stadt schnell wuchs, wurde ein Flughafenneubau beschlossen. Geplant wurde der Bau einer Landebahn, eines Terminals sowie von Nebengebäuden. Architekt war F. I. Bogatschenko. Zudem wurde eine neue Verkehrsanbindung für den Flughafen geschaffen. Im Jahr 1966 wurde der neue Flughafen eröffnet. In den Jahren von 1968 bis 1970 stattete der Künstler Wiktor Michailowitsch Arnautow die Empfangshalle des Mariupoler Flughafens mit einem Mosaikfries aus.
Trotz des Ausbaus blieb es beim Ausweichflughafen für den Flughafen Donezk ohne eigene Flugzeuge. 1970 wurde ein neues Terminal gebaut, das die Abfertigung von bis zu 120.000 Passagieren pro Jahr ermöglichte.
Mit der Stadt wurde auch der Flughafen umbenannt, sodass er bis 1989 „Flughafen Schdanow“ (englisch Zhdanov Airport) hieß. Mit dem Ende der Sowjetunion nahm die Bedeutung des Flughafens stark ab. Es fand sich allerdings ein Investor. 2003 wurde der Flughafen durch das Metallurgische Kombinat Iljitsch umfassend umgebaut, da es hier mit der Illich-Avia eine eigene Fluglinie etablieren wollte. Seit dem Jahr 2009 ist kein Flug mehr belegt, am 19. Juni 2014 wurde er auf unbestimmte Zeit geschlossen, weshalb der Fußballverein FK Mariupol im Jahr 2018 keine Heimspiele in der UEFA Europa League austragen durfte, obwohl weder das Stadion noch die Hotel-Infrastruktur bemängelt wurden. Die Schließung war eine Folge der angespannten Lage im Osten der Ukraine (siehe Russisch-Ukrainischer Krieg). Der Flughafen diente daraufhin bis zum April 2016 als Hauptquartier des Militärs. Zu der für Mai 2016 geplanten Wiedereröffnung für den zivilen Flugverkehr kam es in Anbetracht der unsicheren Situation nicht. Am 1. März 2019 ordnete der ukrainische Präsident Petro Poroschenko die Wiedereröffnung an. Sie erfolgte aber wegen der unsicheren Lage erneut nicht, sodass im Juni 2021 die Anschaffung eines Iron Dome durch die Stadt vorbereitet wurde. Aufgrund der hohen Kosten zog das ukrainische Verteidigungsministeriums aber zunächst auch andere Systeme zur Raketenabwehr in Betracht.
Bei der Belagerung von Mariupol wurde der Flughafen schwer beschädigt. Ende März 2022 veröffentlichte Aufnahmen zeigten eine völlig zerstörte Fassade des Empfangsgebäudes; der Mosaikfries in der Empfangshalle war aber intakt. Auch mehrere andere Gebäude waren massiv beschädigt.

## Zwischenfälle
- Am 30. März 1977 kam es auf dem Flughafen Schdanow (nach 1989 Mariupol) zu einem Unfall, als die Piloten einer Jakowlew Jak-40 der sowjetischen Aeroflot (CCCP-87738) aus Dnepropetrowsk in aufsteigendem Nebel bei der Landung die Orientierung verloren. Beim Durchstarten kollidierte das Flugzeug 1,5 Kilometer vom Flughafen entfernt in einer Höhe von nur 6 Metern über dem Boden mit einem neun Meter hohen Mast, geriet in Seitenlage, stürzte auf ein Feld und fing Feuer. Durch diesen CFIT (Controlled flight into terrain) wurden 8 Insassen getötet, außerdem 20 verletzt.[1][13][14]